# 0088/ワイルド・ウエスト
『0088/ワイルド・ウエスト』（ぜろぜろはちはち ワイルド・ウエスト、原題：The Wild Wild West）は、1965年から1969年まで制作されたアメリカ合衆国のテレビドラマ。全4シーズン・104回。製作・放送はCBSテレビ。
西部劇をベースに、アクションやSF的要素を盛り込んだテレビドラマ。1999年にリメイク映画『ワイルド・ワイルド・ウエスト』が制作された。

## あらすじ
南北戦争後、大統領の密命を受けたシークレット・サービスの諜報員ジム・ウェストとアーティマス・ゴードンが、様々な敵からアメリカ合衆国を守るために闘う。

## キャスト

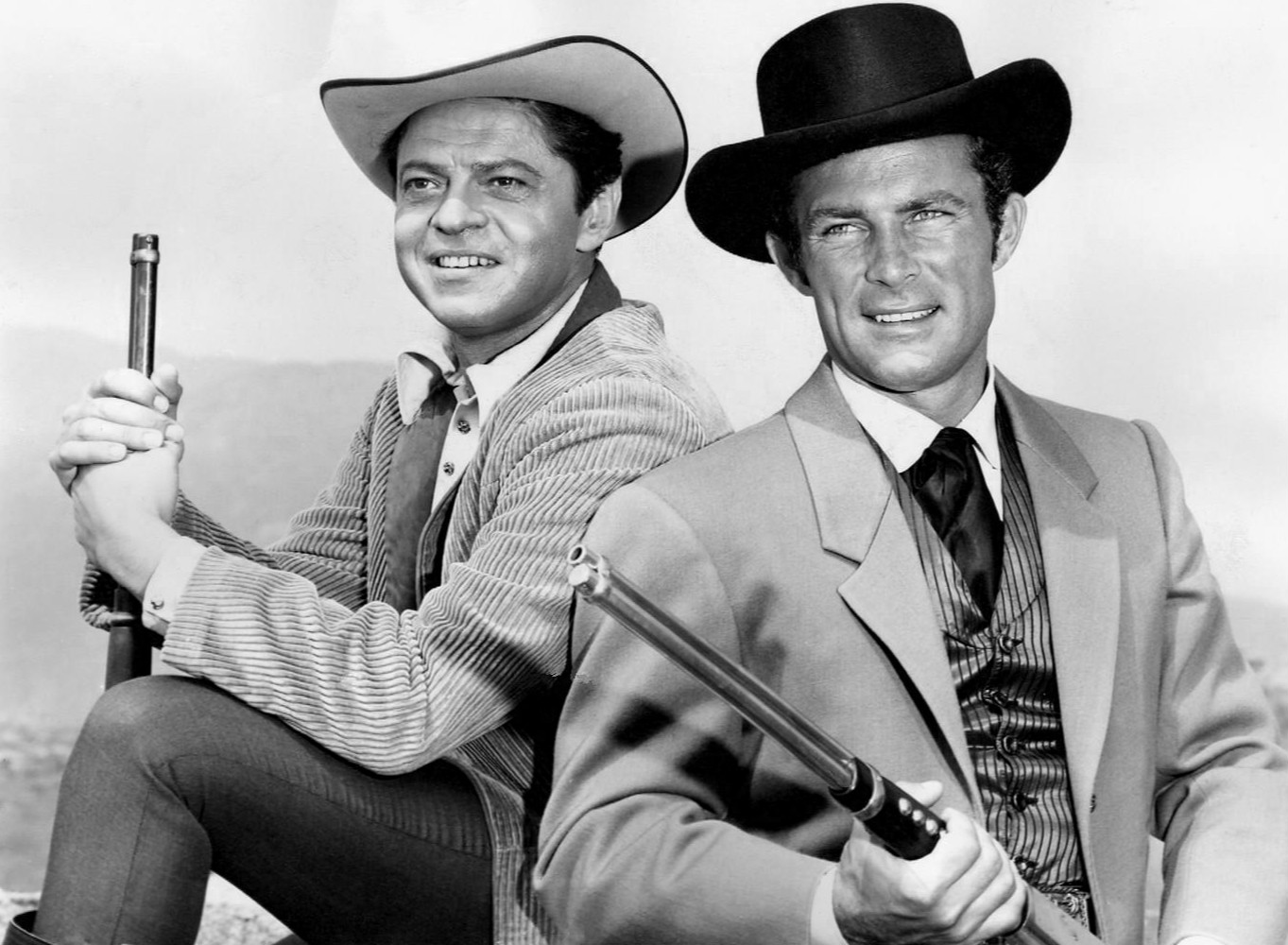
主演のロバート・コンラッド（右）とロス・マーティン。

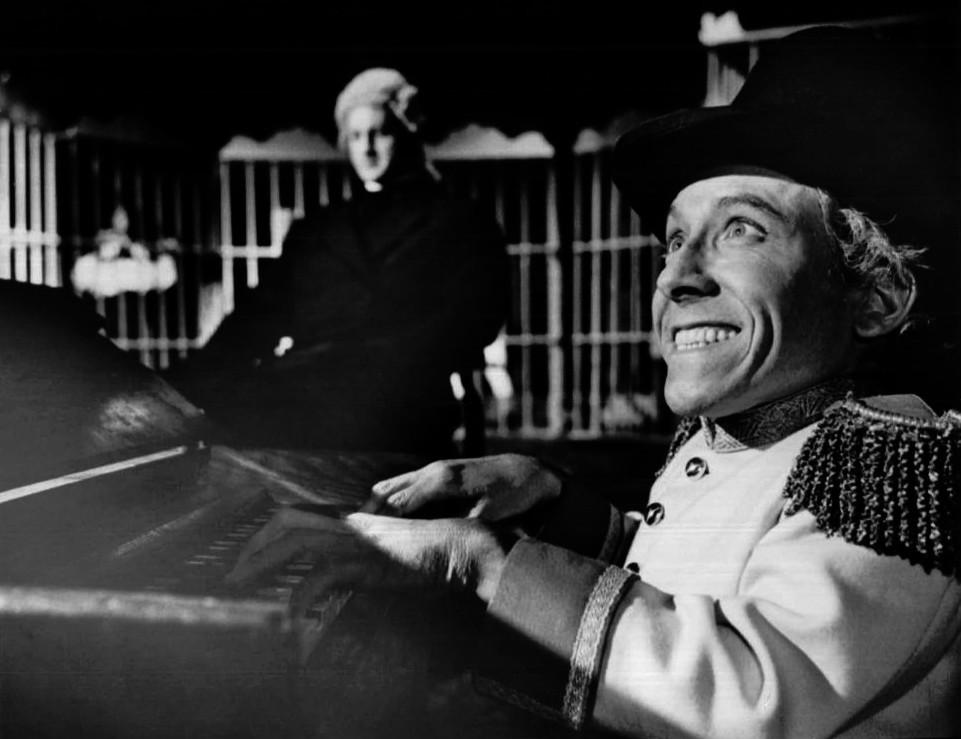
悪役ラブレス博士役のマイケル・ダン。

- ジム・ウェスト：ロバート・コンラッド（吹替：第1シーズン：吉岡浩一朗、第2シーズン～：野沢那智）
- アーティマス・ゴードン：ロス・マーティン（吹替：大塚周夫）
- ラブレス博士：マイケル・ダン
- ナレーター：ケーシー高峰（第3シーズン）

## 日本での放送
第1シーズンは金曜8時枠の連続ドラマ（1965年12月10日から1966年3月11日まで）、のちフジテレビ系列月曜8時枠の連続ドラマ枠（1966年3月から6月まで）で『0088/ワイルド・ウエスト』というタイトルで放映されたが、これは8チャンネルのフジテレビで8時からの放送だったためである。途中から『ワイルド・ウエスト危機脱出』に変更された。
その後、第2シーズンは東京12チャンネルの火曜8時枠の連続ドラマ枠（1968年10月1日から11月26日まで）で『隠密ガンマン』のタイトルで放映され、第3シーズンは1969年4月から1970年3月まで東京12チャンネルの月曜20時台に『西部のスパイ作戦』のタイトルで放映され、途中から『ワイルド・ウエスト』に変更された。